# Mathania agasicles
Mathania agasicles är en fjärilsart som först beskrevs av William Chapman Hewitson 1874.  Mathania agasicles ingår i släktet Mathania och familjen vitfjärilar. Inga underarter finns listade i Catalogue of Life.